# Cattedrale di Ibiza
La cattedrale di Santa Maria, in spagnolo "Catedral de Santa Maria" è il principale luogo di culto della città di Ibiza, in Spagna, sede vescovile dell'omonima diocesi.